# Riccardo Angelini
Riccardo Angelini (* 24. September 1981 in Bozen, Südtirol) ist ein italienischer Schauspieler.

## Leben

### Ausbildung und Theater
Riccardo (vormals Ricardo) Angelini ist gebürtiger Südtiroler. Er wuchs zweisprachig mit Deutsch und Italienisch als Muttersprachen auf. Nach der Schule absolvierte er eine Lehre zum Maurer und war dann 10 Jahre in diesem Beruf tätig. Er besuchte von 1998 bis 2000 die Staatliche Berufsfachschule (Istituto Professionale) in Schlanders und absolvierte anschließend 2001/02 seinen Militärdienst bei den italienischen Gebirgsjägern (Alpini) in Sterzing.
Während seiner Berufstätigkeit entdeckte er sein künstlerisches Interesse. Er bildete sich zunächst autodidaktisch in den Bereichen Literatur, Drehbuch und Schauspielerei fort, besuchte Literatur- und Schauspielkurse und nahm bei dem Schauspiellehrer Luis Benedikter in Bozen Unterricht in Sprechtechnik, Phonetik und Artikulation. Seine Schauspielausbildung, die er sich durch verschiedene Neben- und Gelegenheitsjobs, u. a. als Kellner, Barkeeper, Promoter und Ausfahrer finanzierte, absolvierte er 2009–2010 an der „Schauspiel-Akademie Arte“ in München. Gleichzeitig besuchte er Theaterkurse an der Bayerischen Theaterakademie in München. In dieser Zeit trat er auch bei Theateraufführungen der in München beheimateten Südtiroler Volksbühne e.V., der einzigen Südtiroler Laienbühne außerhalb Südtirols, auf.
Später spielte Angelini immer wieder auch Theater, so am MurX Theater in Eppan (2014, als Universalmann in Das wird schon. Nie mehr Lieben! von Sibylle Berg), bei einer Tournee durch Südtirol in der Titelrolle des Monologs Der Kontrabass und bei den Freilichtspielen in Lana (2014, als Walt in Der Sumpf von Dietmar Gamper).
In der Spielzeit 2017/18 trat er, mit Mariella Ahrens als Partnerin, an der Komödie im Bayerischen Hof als Hausdiener Fabrizio in der Goldoni-Komödie Mirandolina auf. Im Sommer 2018 gastierte er bei den Meraner Schlossfestspielen in dem Theaterstück Die Erbinnen von Luis Zagler. Von Oktober bis Dezember 2018 spielte er an der Komödie im Bayerischen Hof mit Hardy Krüger jr. und Eva-Maria Grein von Friedl in der Komödie Arthur & Claire (Regie: Ute Willing). 2019/20 war er mit der A.gon Theaterproduktion mit den Stücken Paulette und Monsieur Claude und seine Töchter auf einer Deutschland-Tournee.

### Film und Fernsehen
Bereits während der Ausbildung erhielt Angelini Rollenangebote für Film und Fernsehen. Seit 2009 steht er regelmäßig in deutschen, Südtiroler und internationalen Kino- und TV-Produktionen vor der Kamera. Bald wechselte er vom Nebenrollen- ins Hauptrollenfach und spielte ein breites Rollenspektrum unterschiedlichster Charaktere und Figuren.

#### Kino
Erste kleine Rollen hatte er in den Kinofilmen Die Päpstin (2009) und Vincent will Meer (2009). In dem Kinofilm Vielen Dank für Nichts (2013) spielte er, neben Joel Basman (Valentin) in der Hauptrolle, den gutaussehenden BWL-Studenten und Valentins Nebenbuhler Marc.
In dem im Ersten Weltkrieg spielenden Kriegsdrama Tränen der Sextner Dolomiten (2014), das während der Kämpfe an der Dolomitenfront spielt, stellte Angelini (in italienischer Sprache) den Kriegsoffizier Tenente Giorgio dar. In dem Doku-Spielfilm Heimat Südtirol: Die Mission des Michael Gamper (2014) spielte Angelini Kanonikus Michael Gamper, eine der bedeutendsten Südtiroler Persönlichkeiten.
Für das Kino arbeitete Angelini seit 2018 in teilweise internationalen Produktionen unter der Regie von Leonardo Tiberi, Gabriele Mainetti, Julia Becker und Margarethe von Trotta.

#### Fernsehen
Nach ersten TV-Rollen in dem Fernsehfilm Das zweite Wunder von Loch Ness (2010) sowie in den Fernsehserien Marienhof (2010) und Herzflimmern – Die Klinik am See (2011) war er, an der Seite von Gisela Schneeberger und Günther Maria Halmer, als Kellner Hussein in der TV-Komödie Zwei übern Berg (2012) zu sehen.
In dem Doku-Drama Mord im Hause Medici (2013) verkörperte er Isabella de’ Medicis Liebhaber Troilo Medici. In dem ZDF-Fernsehfilm Hochzeitsreise nach Barcelona aus der Reihe Kreuzfahrt ins Glück (2014) war er neben Christian Kohlund (als Vater) und Saskia Vester (als Schwiegermutter) als spanischer Bräutigam Carlos Sanchez-Cano zu sehen. In dem Fernsehfilm Frei (2014) verkörperte er unter der Regie von Bernd Fischerauer den Nazi-Schmuggler Bertolussi. Im Bozen-Krimi Wer ohne Spuren geht (Erstausstrahlung: Januar 2015) war er in einer Nebenrolle als italienischer Schlepper Luca Tardelli zu sehen. In der ZDF-Fernsehreihe Kreuzfahrt ins Glück (2016) spielte er den italienischen Hotelkellner Mikele, einen Jugendfreund der Hochzeitsplanerin Laura Russo (Amy Mußul).
Regelmäßig war Angelini auch in deutschsprachigen TV-Serien zu sehen. 2014 hatte er eine Nebenrolle als Paketbote Toni in der BR-Fernsehserie Dahoam is Dahoam. In der 40. Staffel der ZDF-Krimiserie SOKO München (2015) übernahm er eine Episodennebenrolle als spanischer Callboy Raoul Sanchez. Es folgten Rollen in den TV-Serien Der Alte (2017), Heldt (2018), Hubert ohne Staller (2019) und Der Bergdoktor (2020). In der 20. Staffel der ZDF-Serie Die Rosenheim-Cops spielte er den tatverdächtigen PR-Manager Helmut Reitinger. In der 23. Staffel der ZDF-Krimiserie Die Rosenheim-Cops (2023) folgte eine weitere Episodenrolle als tatverdächtiger Ehemann, der wegen einer außerehelichen Affäre erpresst wird. In der 4. Staffel der Krimiserie Watzmann ermittelt (2024) war er als tatverdächtiger Hotelmanager Alexander Tomschi zu sehen.
Seit Juli 2024 gehört Angelini als gelernter Koch und alleinerziehender Vater Matteo Borazio zur Hauptbesetzung der RTL-Serie Alles was zählt.

### Privates
Angelini lebt in Bozen und Köln.

## Filmografie (Auswahl)
- 2009: Die Päpstin; Kinofilm
- 2009: Vincent will Meer; Kinofilm
- 2010: Das zweite Wunder von Lochness; Fernsehfilm
- 2010: Marienhof; Fernsehserie
- 2011: Herzflimmern – Die Klinik am See; Fernsehserie
- 2011: Bielefeld – stirb stilvoll; Kinofilm
- 2012: Zwei übern Berg; Fernsehfilm
- 2013: Kreuzfahrt ins Glück – Hochzeitsreise nach Sizilien; Fernsehreihe
- 2013: Mord im Hause Medici; Doku-Drama
- 2013: Vielen Dank für Nichts; Kinofilm
- 2014: Kreuzfahrt ins Glück – Hochzeitsreise nach Barcelona; Fernsehreihe
- 2014: Frei; Fernsehfilm
- 2014: Tränen der Sextner Dolomiten (ital.: Lacrime delle Dolomiti di Sesto); Kinofilm
- 2014: Heimat Südtirol: Die Mission des Michael Gamper; Doku-Spielfilm
- 2014: Dahoam is Dahoam; Fernsehserie
- 2015: Der Bozen-Krimi – Wer ohne Spuren geht; Fernsehreihe
- 2015: SOKO München – Und dann kam Alf; Fernsehserie
- 2015: Tatort: Die letzte Wiesn; Fernsehreihe
- 2016: Kreuzfahrt ins Glück – Hochzeitsreise nach Apulien; Fernsehreihe
- 2017: Der Alte – Therapie für Tote; Fernsehserie
- 2018: Heldt – Carlo; Fernsehserie
- 2018: Il destino degli uomini; Kinofilm
- 2019: Bella Germania; Fernsehfilm
- 2019: Hubert ohne Staller – Wasser des Lebens; Fernsehserie
- 2020: Der Bergdoktor – Verlorene Seelen; Fernsehserie
- 2020: SOKO München – Taxi, Taxi; Fernsehserie
- 2021: Die Rosenheim-Cops – Drei Grazien und ein Todesfall; Fernsehserie
- 2021: Freaks Out; Kinofilm
- 2022: Herzogpark; Fernsehserie
- 2022: Over & Out; Kinofilm
- 2023: Ingeborg Bachmann – Reise in die Wüste; Kinofilm
- 2023: Die Rosenheim-Cops – Ausgeblasen; Fernsehserie
- seit 2024: Alles was zählt; Fernsehserie
- 2024: Marie fängt Feuer – Hitzewelle; Fernsehreihe
- 2024: Watzmann ermittelt – Tödlicher Ehrgeiz; Fernsehserie